# Тихоня (фильм, 1973)
«Тихо́ня» — советский художественный телефильм 1973 года режиссёра Михаила Израилева.

## Сюжет
Главного героя фильма, жителя небольшого молдавского городка Василия Чебана (Альберт Филозов) все обвиняют в том, что он соблазнил, находясь на отдыхе в Ялте, несчастную девушку Надю (Евгения Ветлова), и она родила в результате ребёнка.
На самом деле Василий не является отцом ребёнка, но он решает помогать Наде в жизни. От своей матери он всё скрывает. Однако мама Василия, случайно обнаружив переписку Нади и Василия, приглашает Надежду приехать к ней.

## В ролях
- Альберт Филозов — Василий Васильевич Чебан
- Ольга Викландт — Раиса Петровна
- Евгения Ветлова — Надя
- Ёла Санько — Галина Сергеевна
- Александр Милютин — Федя
- Юрий Саранцев — Пётр Петрович
- Владимир Пицек — Капацина
- Михаил Бадикяну — Осип Ильич
- Наталья Гурзо — Варя
- Владимир Дюков — Эдик
- Боря Клигер — Василёк
- Марина Гаврилко — почтальон
- Мефодий Апостолов — эпизод
- Трифон Грузин
- Галина Нехаевская
- Елена Санько — продавщица игрушек